# 三村日修
三村 日修（みむら にっしゅう、1823年4月14日（文政6年3月4日）- 1891年（明治24年）5月17日）は、江戸時代から明治時代の日蓮宗の僧。日蓮宗管長、身延山法主を歴任した。字は円政、宴政、号は心妙院。

## 生涯
備後福山藩領内の深津郡川口村で生まれる。備中三村氏の一族で、戦国大名・三村家の屋台骨と称された戦国武将・三村親成の子孫であり、水野氏が統治時代の福山藩では家老を務めた家柄である。
金沢の立像寺の充洽園で日輝に学んだ。大阪中教院講主、本圀寺住職などを経て1885年（明治18年）に日蓮宗管長に任じられる。1886年（明治19年）に身延山法主を務め、宗派の指導者として、同宗の教育や布教の振興のため、身延山中心体制の確立をめざした。